# استشاري إدارة معتمد
استشاري إدارة معتمد (CMC) هي شهادة مهنية دولية تمنح للمتخصصين في الاستشارات الإدارية من مؤسسات في 48 دولة (منذ أبريل عام 2012). تتميز شهادة استشاري إدارة معتمد بمعاملة عالمية بالمثل، فالاستشاري المعتمد في دولة ما يُعترف به في أغلب الدول الأخرى. ومرت معايير شهادة استشاري إدارة معتمد بتطورات عدة من حيث الكفاءة التقنية والسلوك المهني على يد جمعيات دولية إضافة إلى المجلس الدولي لمؤسسات الاستشارات الإدارية (ICMCI).
ويجمع المستشارون الحاصلون على شهادة استشاري إدارة معتمد بين المواصفات التالية:
- درجة بكالوريوس كحد أدنى من جامعة معترف بها.
- ثلاث سنوات فأكثر (بحسب الدولة) من الخبرة المكتسبة من الاستشارات في دوام كامل.
- أن يكون مالكًا أو موظفًا في شركة للأعمال الحرة أو مستشارًا داخليًا في مؤسسة مستوفية لمعايير الاستقلالية التي وضعتها المؤسسة.
- إبداء خمسة عملاء مختلفين رضاهم عن الأداء الاستشاري في التعهدات كثيرة التحديات.
- تفاصيل النتائج المتحققة لخمسة تعهدات مقدمة للعملاء، يوضح فيها المشاكل التي واجهته والحلول التي اقترحها والنتائج التي حققها.
- إجراء مقابلة أمام لجنة من كبار الاستشاريين حول الأسلوب المفضل والكفاءة المتوفرة بخصوص مجموعة من التخصصات الاستشارية.
- امتحانات تحريرية وشفوية في الأخلاقيات والتمسك بآداب المهنة والإذعان لما تمليه هيئة التحكيم المستقلة.
- الالتزام بـالتعليم المهني المستمر.
- تجديد الشهادة كل ثلاث سنوات.